# Ellen Hodgson Brown

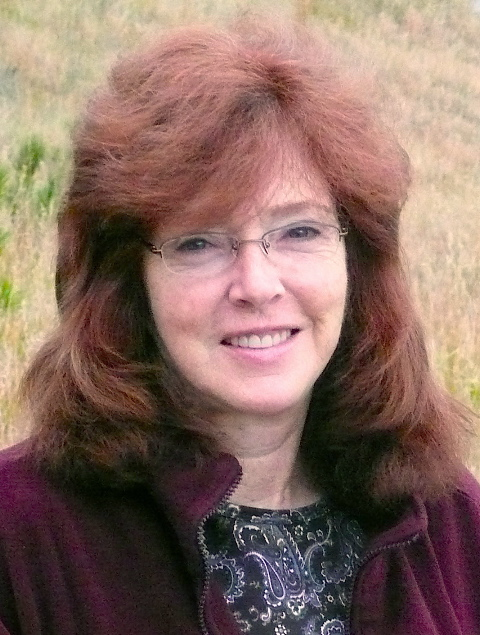
Ellen Brown, 2010

Ellen Brown (egentligen Ellen Hodgson Brown), född 15 september 1945 i Pleasanton är en amerikansk advokat, författare och penningreformist. 
Tidigare skrev hon mest om alternativmedicin, men från mitten av 2000-talet har hon gått in helt för penningreform. Detta inledde hon med boken Bankerna och skuldnätet (engelska: The Web of Debt), vars första upplaga kom ut 2007. Sedan dess har hon skrivit en rad artiklar om penningpolitik och bankreform, hållit föredrag och grundat Public Banking Institute. 

## Bankerna och skuldnätet
I Bankerna och skuldnätet analyserar hon Federal Reserve och den privata penningkartellen, i synnerhet hur de tillskansat sig makten att skapa pengar genom fractional-reserve banking. Kortfattat menar hon att detta penningsystem leder till att skulderna växer över alla bredder och att systemet därför blir mer och mer ohållbart. Istället för bankskapade pengar (krediter) vill hon se ett system där alla pengar skapas av en folkets bank. Hon menar vidare att teorin att hyperinflation orsakats av stater som löpt amok och tillverkat för mycket pengar inte stämmer. Istället lyfter hon fram faktorer som blankning och att IMF spelat en destruktiv roll. I slutet av boken sammanfattar hon vad hon ser som de viktigaste reformerna. Att:
- kongressen bör skapa den nationella valutan i alla dess former
- Federal Reserve och de megabanker som äger den bör utsättas för en oberoende revision
- alla banker som är betalningsoförmögna bör ställas under konkursförvaltning och till Kongressens förfogande
- det 16:e tillägget till konstitutionen (om inkomstskatt) bör upphävas
- Federal Reserve Act bör upphävas
- Det bör ske ett offentligt förvärv av ett nätverk av banker
- Utlåning baserad på fraktionella reserver bör förbjudas
- Finansdepartementet bör köpa tillbaks all utestående federal skuld med hjälp av nyutgivna sedlar
- Det sker en utgivning av en lagom mängd ny valuta varje år
- Offentlig utgivning av pengar som cirkulerar tillbaks till staten bör användas istället för skatter
- Derivat bör förbjudas (alternativt beskattas)
- En ny omgång internationella avtal bör påbörjas (där bland annat frågan om internationell varukorg, derivatförbud, blankning, räntefria lån i global valuta och skuldavskrivning tas upp)
- Centrala reformer av det demokratiska systemet i USA också är prioriterat.

## Resor och övriga böcker
Före Bankerna och skuldnätet bodde hon bland annat elva år i Kenya, Honduras, Guatemala och Nicaragua.  Under dessa resor utvecklade hon, enligt egen utsago, sitt intresse för tredje världen. Därefter återvände hon till advokatyrket efter att ha fått en förfrågan av en Tijuana-healer med en innovativ cancerterapi. Den erfarenheten ledde till böckerna Forbidden Medicine, "Nature's Pharmacy" med flera.